# La Palma Club de Fútbol
La Palma Club de Fútbol es un club de fútbol español de la ciudad de La Palma del Condado en la provincia de Huelva, Andalucía. Fue fundado en 1915 y juega en la Tercera Federación    (3ª RFEF)

## Historia
El club fue fundado en 1915 por un grupo de estudiantes con el nombre de La Palma Football Club. La categoría superior en la que ha jugado es la Tercera división, en la que ha participado en las temporadas:
1957-58 a la 1963-64.
1967-68.
1989-90 a la 1990-91.
1992-93.
1994-95 a la 2000-01.
2013-14 a la 2014-2015.
2020-2021.
-Tercera Federación: 2023-2024.
Celebró su Centenario en 2015 con varios eventos durante el año, entre ellos el libro conmemorativo del Centenario.

## Uniforme
- Uniforme titular: Camiseta blanca, pantalón blanco y medias blancas.
- Uniforme visitante: Camiseta roja, pantalón rojo y medias rojas.

## Datos del club
Máximas categorías en las que ha jugado La Palma, CF:
- Temporadas en Tercera División: 21
- Temporadas en División de Honor Andaluza: 4
- Temporadas en Tercera Federación:1

### Trayectoria
Trayectoria del club en la última década: